# Bilel Ifa
Bilel Ifa (in arabo بلال العيفة‎?; Ariana, 9 marzo 1990) è un calciatore tunisino, difensore dell'Al-Olympic.

## Palmarès

### Club

#### Competizioni nazionali
- Campionato tunisino: 2

Club Africain: 2007-2008, 2014-205